# Складна черепаха
Склáдна черепаха (Pelusios) — рід черепах з родини Пеломедузові черепахи підряду Бокошийні черепахи. Має 18 видів.

## Опис
Загальна довжина представників цього роду коливається від 20 до 55 см. Особливістю цих черепах є те, що передня частина пластрона рухомо поєднана з іншою частиною шкіряною зв'язкою. При небезпеці голова та ноги втягуються всередину. Рухома частина підіймається й щільно притискається до спинного щитка. Звідси й походить їх назва. Черепахи неначе складаються. Карапакс у більшості видів округлий та овальний. Щитки опуклі й мають обтічну форму.
Забарвлення карапаксу зазвичай темних кольорів (чорного, коричневого, бурого) з різними відтінками. Пластрон значно світліше.

## Спосіб життя
Полюбляють різні водойми, зокрема озера та річки. Намагаються триматися ближче до води. Активні у присмерку або вночі. Харчуються тваринною їжею.
Самиці у середньому відкладають до 20 яєць.

## Розповсюдження
Мешкають на південному заході Африки, на островах Мадагаскар та Маврикій, Сейшельських островах.

## Види
- Pelusios adansonii
- Pelusios bechuanicus
- Pelusios broadleyi
- Pelusios carinatus
- Pelusios castaneus
- Pelusios castanoides
- Pelusios chapini
- Pelusios cupulatta
- Pelusios gabonensis
- Pelusios marani
- Pelusios nanus
- Pelusios niger
- Pelusios rhodesianus
- Pelusios seychellensis
- Pelusios sinuatus
- Pelusios subniger
- Pelusios upembae
- Pelusios williamsi